# Oppidum Stradonice

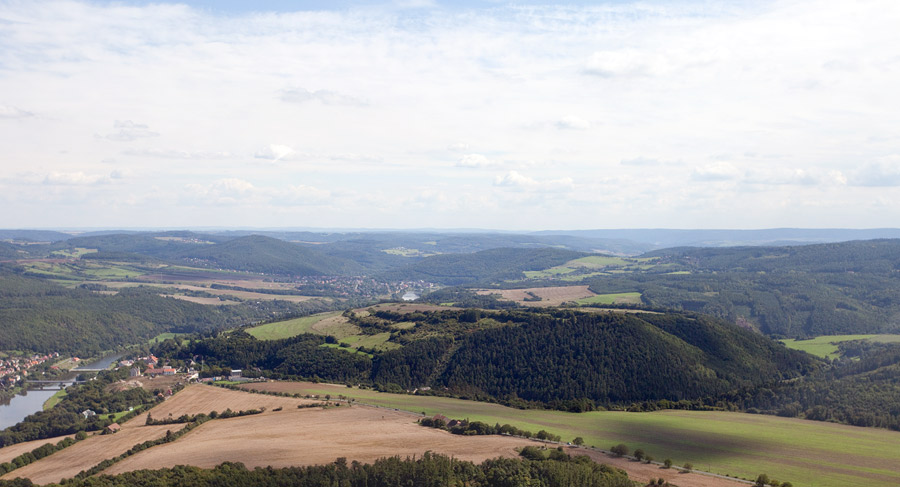
Oppidum Stradonice mit Berounka-Tal, Blick von Nordwesten

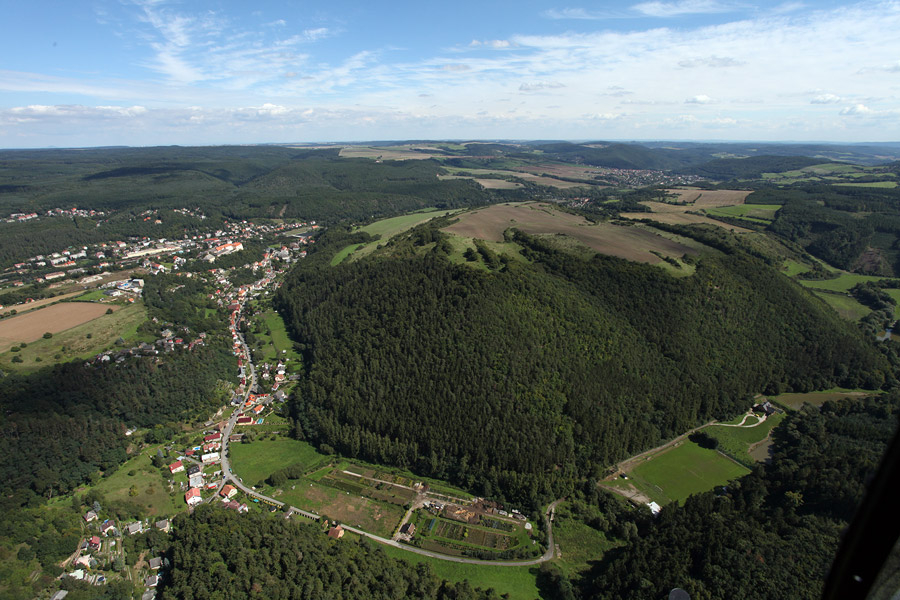
Ansicht von Süden mit dem Ort Nižbor

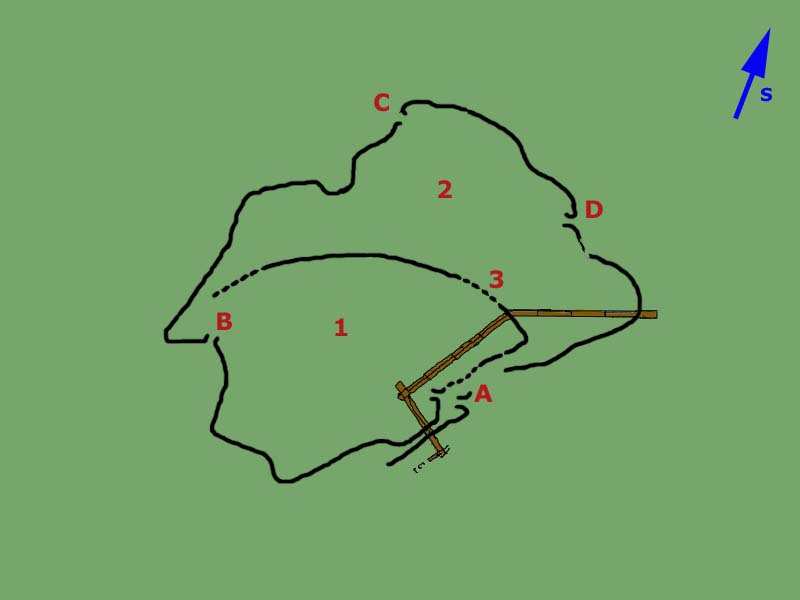
Skizze der Anlage

Das Oppidum Stradonice, auch Oppidum Hradischt bei Stradonitz genannt, war eine der bedeutendsten keltischen Siedlungen im heutigen Böhmen.
Es liegt auf einem Schieferberg, genannt Hradischt, deutsch so viel wie „Burgberg“, über dem Fluss Berounka (deutsch: Beraun) rund 30 km westlich von Prag bei Nižbor (deutsch: Nischburg) in 380 m Höhe und umfasst eine Fläche von 90,3 Hektar. Kelten siedelten hier seit der Mitte des 2. Jahrhunderts v. Chr. Die früheste Phase des Baus der Befestigungsanlagen fällt in die Zeit um 120 v. Chr. Um die Zeitenwende wurde das Oppidum von Markomannen zerstört.
Die ersten bekannten Beschreibungen des Oppidum Stradonice stammen aus dem Jahr 1845. Zuvor waren an dem Hügel bei starken Regenfällen sogenannte Regenbogenschüsselchen ausgewaschen worden, die den 1771 entdeckten Podmokler Münzen entsprachen. Im August 1877 wurde ein Münzschatz mit 200 Münzen gefunden. Dies löste eine Welle von Raubgrabungen aus. Ein großer Teil der Funde landete im Antiquitätenhandel. Viele Funde befinden sich heute in Museen in Prag, Wien, Berlin und Dresden. Besonders interessant sind hierbei Prägeformen für Goldmünzen. Dies weist das Oppidum Stradonice als überregional wichtigen Ort in der keltischen Welt aus.
1903 veröffentlichte der tschechische Archäologe Josef Ladislav Píč seine Ausgrabungsberichte. Die umfangreiche Ausgrabungen des Jahres 1981 wurden von Alena Rybová und Petr Drda des Archäologischen Instituts der Tschechischen Akademie der Wissenschaften veröffentlicht.